# Lypiatt
Lypiatt est un village du Gloucestershire, en Angleterre.